# Rhopalorhynchus magdalena
Rhopalorhynchus magdalena is een zeespin uit de familie Colossendeidae. De soort behoort tot het geslacht Rhopalorhynchus. Rhopalorhynchus magdalena werd in 2009 voor het eerst wetenschappelijk beschreven door Staples. 